# رايونغ (مدينة)
رايونغ (التايلاندية: ระยอง) هي مدينة
Rayong هي مدينة تقع على الساحل الشرقي لخليج تايلاند وعاصمة محافظة رايونغ. تمتاز المدينة بالصيد البحري، والإنتاج الرئيسي لصلصة السمك في تايلاند، كما تعد أيضا مركز الصناعات الكيميائية وصناعة السيارات. في عام 2012 افتتحت شركة فورد موتور مصنع تجميع للسيارات في المدينة لتوسيع وجودها في منطقة الآسيان، بعمالة حوالي 2200 شخص.
اعتبارا من عام 2016 كان عدد السكان 64256.

## المناخ
يظهر الجدول التالي التغييرات المناخية على مدار السنة لرايونغ:
| البيانات المناخية لـرايونغ                                                                          | البيانات المناخية لـرايونغ | البيانات المناخية لـرايونغ | البيانات المناخية لـرايونغ | البيانات المناخية لـرايونغ | البيانات المناخية لـرايونغ | البيانات المناخية لـرايونغ | البيانات المناخية لـرايونغ | البيانات المناخية لـرايونغ | البيانات المناخية لـرايونغ | البيانات المناخية لـرايونغ | البيانات المناخية لـرايونغ | البيانات المناخية لـرايونغ | البيانات المناخية لـرايونغ |
| الشهر                                                                                               | يناير                      | فبراير                     | مارس                       | أبريل                      | مايو                       | يونيو                      | يوليو                      | أغسطس                      | سبتمبر                     | أكتوبر                     | نوفمبر                     | ديسمبر                     | المعدل السنوي              |
| --------------------------------------------------------------------------------------------------- | -------------------------- | -------------------------- | -------------------------- | -------------------------- | -------------------------- | -------------------------- | -------------------------- | -------------------------- | -------------------------- | -------------------------- | -------------------------- | -------------------------- | -------------------------- |
| الدرجة القصوى °م (°ف)                                                                               | 37.0 (98.6)                | 37.5 (99.5)                | 37.9 (100.2)               | 40.0 (104.0)               | 39.5 (103.1)               | 38.0 (100.4)               | 38.0 (100.4)               | 38.0 (100.4)               | 37.3 (99.1)                | 37.2 (99.0)                | 37.3 (99.1)                | 37.5 (99.5)                | 40.0 (104.0)               |
| متوسط درجة الحرارة الكبرى °م (°ف)                                                                   | 31.9 (89.4)                | 32.5 (90.5)                | 33.2 (91.8)                | 34.3 (93.7)                | 33.6 (92.5)                | 32.7 (90.9)                | 32.3 (90.1)                | 32.0 (89.6)                | 31.9 (89.4)                | 32.3 (90.1)                | 32.6 (90.7)                | 32.0 (89.6)                | 32.6 (90.7)                |
| المتوسط اليومي °م (°ف)                                                                              | 26.2 (79.2)                | 27.9 (82.2)                | 29.0 (84.2)                | 30.0 (86.0)                | 29.8 (85.6)                | 29.4 (84.9)                | 29.0 (84.2)                | 28.8 (83.8)                | 28.2 (82.8)                | 27.6 (81.7)                | 27.2 (81.0)                | 26.0 (78.8)                | 28.3 (82.9)                |
| متوسط درجة الحرارة الصغرى °م (°ف)                                                                   | 21.5 (70.7)                | 24.5 (76.1)                | 26.2 (79.2)                | 27.1 (80.8)                | 26.9 (80.4)                | 26.8 (80.2)                | 26.5 (79.7)                | 26.4 (79.5)                | 25.4 (77.7)                | 24.5 (76.1)                | 23.3 (73.9)                | 21.3 (70.3)                | 25.0 (77.0)                |
| أدنى درجة حرارة °م (°ف)                                                                             | 14.5 (58.1)                | 16.5 (61.7)                | 17.5 (63.5)                | 22.6 (72.7)                | 22.3 (72.1)                | 21.5 (70.7)                | 22.0 (71.6)                | 22.5 (72.5)                | 21.7 (71.1)                | 18.3 (64.9)                | 17.0 (62.6)                | 13.3 (55.9)                | 13.3 (55.9)                |
| معدل هطول الأمطار مم (إنش)                                                                          | 20.7 (0.81)                | 36.5 (1.44)                | 70.3 (2.77)                | 81.6 (3.21)                | 198.6 (7.82)               | 165.1 (6.50)               | 171.8 (6.76)               | 132.3 (5.21)               | 255.2 (10.05)              | 194.4 (7.65)               | 50.8 (2.00)                | 5.9 (0.23)                 | 1٬383٫2 (54.46)            |
| متوسط الأيام الممطرة                                                                                | 2.1                        | 4.1                        | 5.1                        | 7.4                        | 15.0                       | 14.3                       | 14.3                       | 14.4                       | 18.1                       | 16.7                       | 5.9                        | 1.3                        | 118.7                      |
| متوسط الرطوبة النسبية (%)                                                                           | 74                         | 76                         | 77                         | 77                         | 79                         | 79                         | 79                         | 80                         | 82                         | 82                         | 74                         | 70                         | 77                         |
| ساعات سطوع الشمس الشهرية                                                                            | 229.4                      | 211.9                      | 201.5                      | 204.0                      | 155.0                      | 114.0                      | 117.8                      | 114.7                      | 108.0                      | 145.7                      | 189.0                      | 226.3                      | 2٬017٫3                    |
| ساعات سطوع الشمس اليومية                                                                            | 7.4                        | 7.5                        | 6.5                        | 6.8                        | 5.0                        | 3.8                        | 3.8                        | 3.7                        | 3.6                        | 4.7                        | 6.3                        | 7.3                        | 5.5                        |
| المصدر #1: Thai Meteorological Department                                                           |                            |                            |                            |                            |                            |                            |                            |                            |                            |                            |                            |                            |                            |
| المصدر #2: Office of Water Management and Hydrology, Royal Irrigation Department (sun and humidity) |                            |                            |                            |                            |                            |                            |                            |                            |                            |                            |                            |                            |                            |

## معرض صور

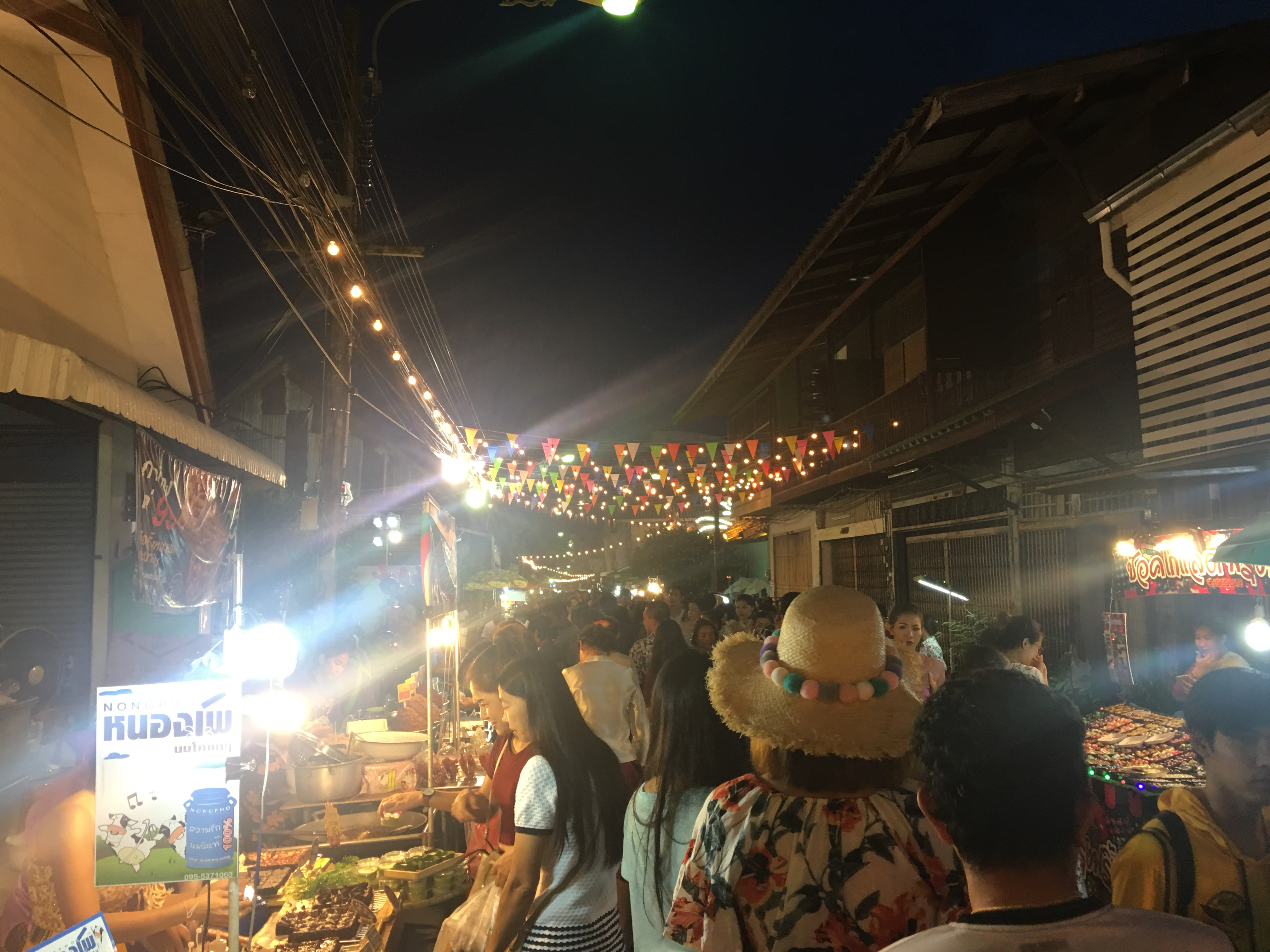
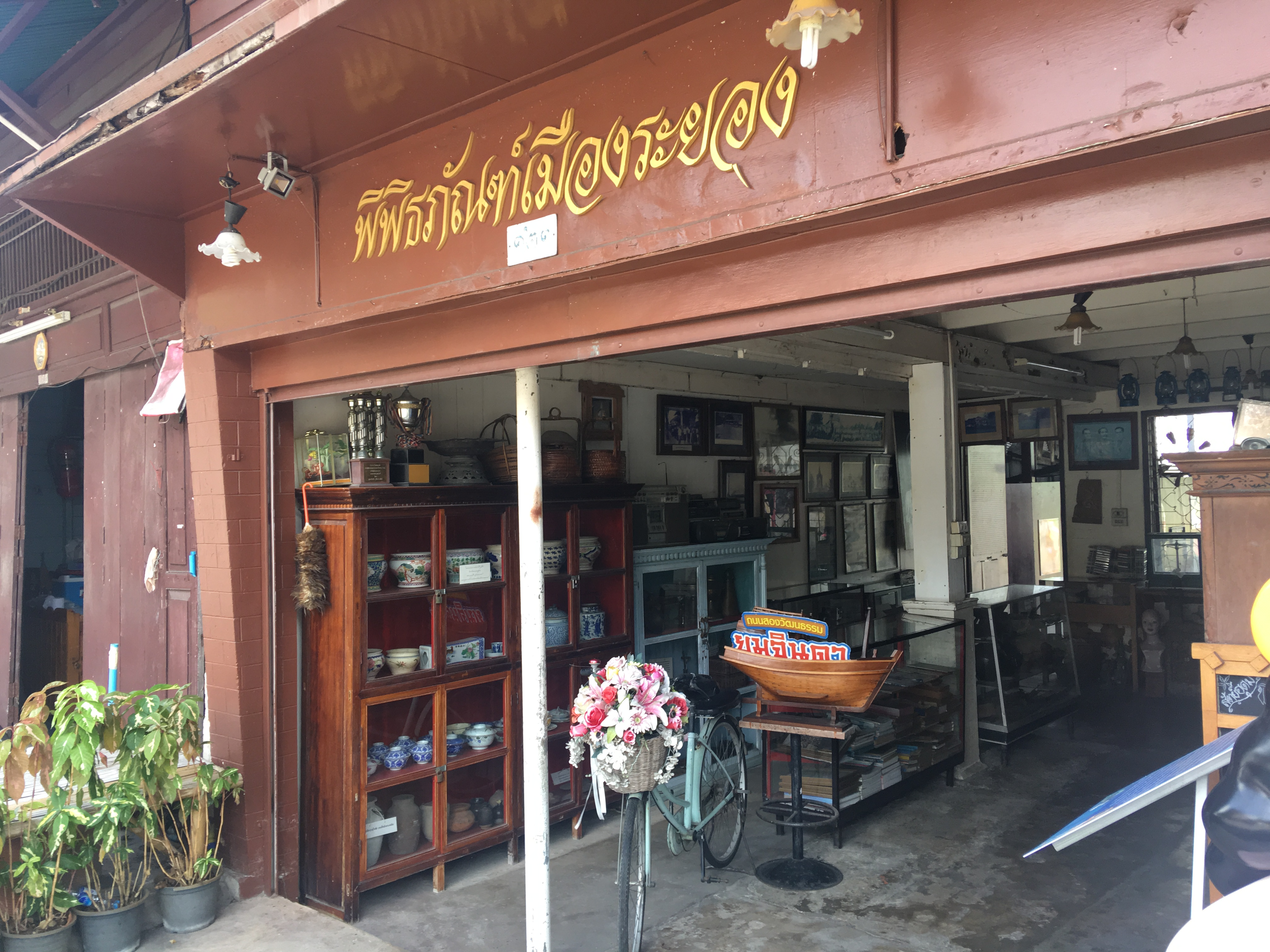
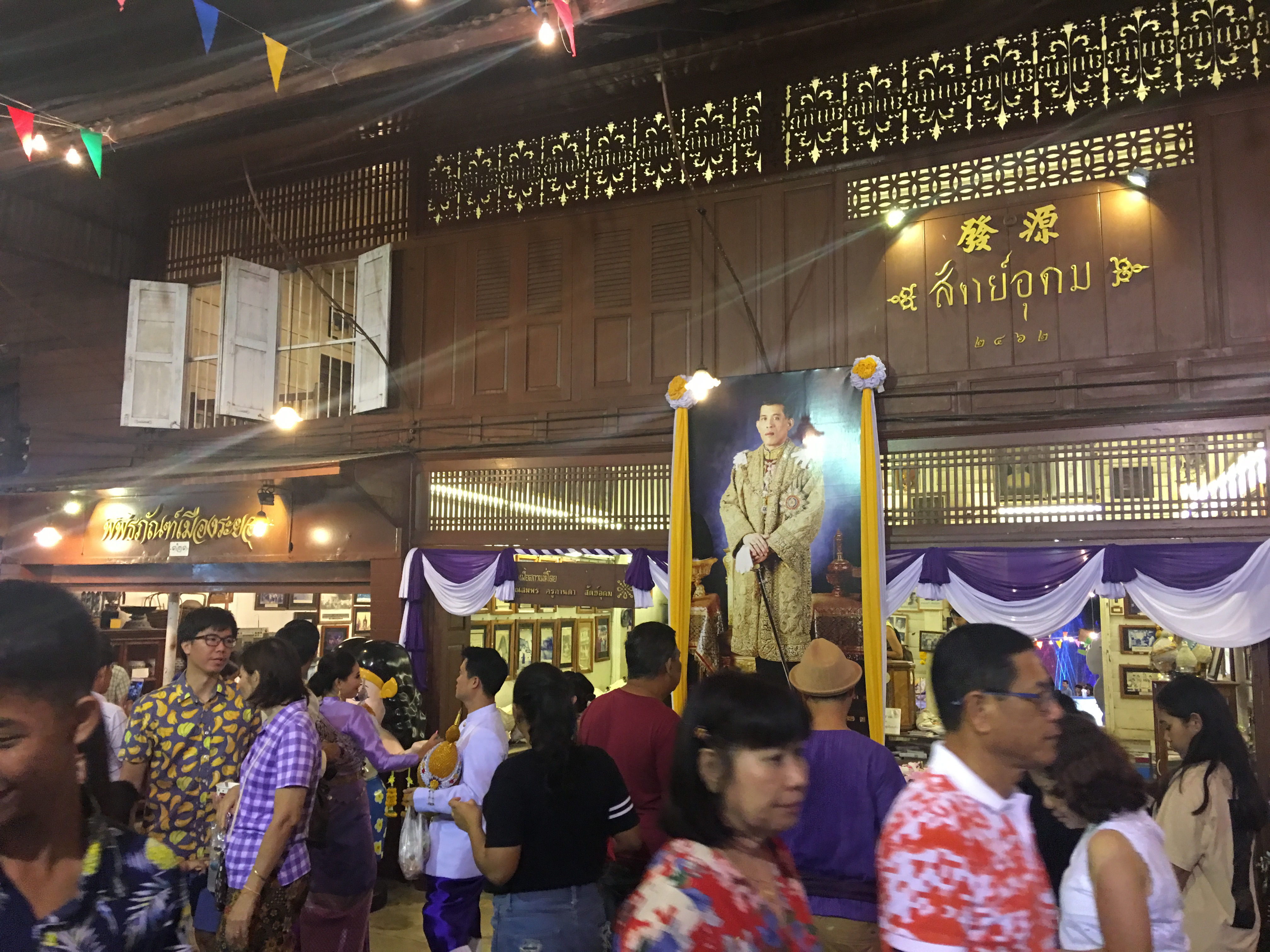